# Глуд, Якоб Ванг
Я́коб Ва́нг Глуд (дат. Jakob Vang Glud; род. 6 апреля 1988, Орхус) — датский шахматист, гроссмейстер (2014). В составе сборной Дании — Олимпиад (2008, 2010, 2012, 2014) и командных чемпионатов Европы (2009, 2011, 2013).